# José de Nebra
José Melchor Baltasar Gaspar de Nebra Blasco (* 6. Januar 1702 in Calatayud; † 11. Juli 1768 in Madrid) war ein spanischer Komponist der Vorklassik.

## Leben
José de Nebra entstammte einer Musikerfamilie. Ersten Unterricht erhielt er von seinem Vater José Antonio Nebra (1672–1748), Organist und Kapellmeister an der Kathedrale von Cuenca. Der Sohn José wirkte bereits 1719 als Organist am königlichen Kloster der Descalzas Reales in Madrid und spätestens ab 1722 als Kammermusiker am Hof des Herzogs von Osuna. Als Nachfolger Diego de Lanas’ war de Nebra ab 1724 Organist an der Capilla Real, der Königlichen Kapelle. Neben Filippo Falconi und Giacomo Facco schuf auch er Musik für einen Akt der Oper „Amor aumenta el Valor“, aufgeführt 1728 in Lissabon zur Hochzeit des Thronfolgers Ferdinand. Ab 1751 war er Vizekapellmeister der Hofkapelle in Madrid, ab 1761 Clavichordlehrer des Infanten Don Gabriel. De Nebra unterrichtete auch Antonio Soler und José Lidón.

## Wirken
Nachdem 1734 ein Brand des spanischen Königsschlosses das gesamte kirchenmusikalische Notenmaterial der Königlichen Kapelle vernichtet hatte, wurden der Hofkapellmeister Francesco Corselli und de Nebra beauftragt, die verloren gegangene Musik für den liturgischen Gebrauch neu zu komponieren. Überliefert als Arbeiten de Nebras sind 26 Messen, 31 Psalmvertonungen, 26 Responsorien, 20 Lamentationen, drei Vespern sowie ein Stabat mater. Die Messen sind, wie am spanischen Hof üblich, für zweistimmigen Chor und Orchester gesetzt. Sein Requiem von 1758 zum Tode der Königin Maria Barbara de Bragança galt dort bis Anfang des 19. Jahrhunderts als monarchische Trauermusik. Zudem schrieb de Nebra etwa 50 Bühnenwerke, darunter Opern, Serenaden und Zarzuelas. Auch 14 Villancicos und zwölf Kantaten in kastilischer Sprache sind erhalten, jedoch nur wenige seiner zahlreichen Werke für Orgel und Cembalo.

## Werke (Auswahl)
Kirchenmusik
- Miserere
- Requiem für Chor und Orchester, zum Tode von Maria Barbara de Braganza

Opern
- Amor Aumenta el Valor, 1728 (lediglich erster Akt; siehe R. Kleinertz: "Grundzüge des spanischen Musiktheaters im 18. Jahrhundert", S. 10 und 306)
- Venus y Adonis, 1729
- Más gloria es triunfar de sí: Adriano en Siria, 1737
- No todo indicio es verdad. Alexander in Asia, 1744
- Antes que zelos y amor, la piedad llama al valor. Achilles in Troy 1747

Zarzuelas
- Las proezas de Esplandián y el valor deshace encantos, 1729
- Amor, ventura y valor logran el triunfo mayor, 1739
- Viento es la dicha de amor, 1743
- Donde hay violencia no hay culpa, 1744
- Vendado es Amor, no es ciego, 1744
- Cautelas contra cautelas y el rapto de Ganimedes, 1745
- La colonia de Diana, 1745
- Para obsequio a la deydad, nunca es culto la crueldad. Iphigenia en Tracia, 1747

## Diskographie (Auswahl)
- 2001 –  Miserere. Al Ayre Español, Dirigent Eduardo López Banzo. Deutsche Harmonia Mundi
- 2006 –  Arias de Zarzuelas. Al Ayre Español, Dirigent Eduardo López Banzo. Harmonia Mundi
- 2011 –  Esta Dulzura Amable; Sacred Cantatas. Al Ayre Español, Dirigent Eduardo López Banzo. Challenge Classics
- 2019 –  Requiem. La Madrileña - Coro Victoria - Schola Antiqua, Dirigent José Antonio Montaño. Pan Classics
- 2020 –  Vendado es Amor, no es ciego - Los Elementos - Dirigent Alberto Miguélez Rouco. Glossa
- 2021 –  Cantadas de José de Nebra y Francisco Corselli - Los Elementos - Dirigent Alberto Miguélez Rouco. Pan Classics
- 2022 – Donde hay violencia, no hay culpa - Los Elementos - Dirigent Alberto Miguélez Rouco. Glossa
- 2025 – Venus y Adonis - Los Elementos - Dirigent Alberto Miguélez Rouco. Aparté